# Telmatoscopus basalis
Telmatoscopus basalis és una espècie d'insecte dípter pertanyent a la família dels psicòdids que es troba a Nord-amèrica: el Canadà.